# László Endre (jogász)
László Endre (Sepsiszentgyörgy, 1914. október 30. – Kolozsvár, 1964. február 15.) magyar jogász, újságíró, turisztikai író. László Ferenc régész fia és László Dezső egyházi író, László Ferenc jogász, László Kálmán mikológus és László Zoltán újságíró testvére.

## Életútja
A Székely Mikó Kollégiumban érettségizett (1931). Újságírói pályára lépett, az Ellenzék riportere (1932–37), s mint joghallgató a Székelyek Kolozsvári Társasága főiskolás szakosztályának elnöke, majd a társaság alelnöke (1936). Brassóban ügyvédgyakornok (1937–40), Kolozsvárt jogtudományi doktorátust szerzett (1944). Mint a kolozsvári polgármesteri hivatal aljegyzője 1944 októberében az antifasiszta ellenállást támogatva 3000 SAS-behívó megsemmisítését vállalta. A Bolyai Tudományegyetemen tisztviselő, a jogtudományi karon (1946-64) megbízott előadó. Mint riporter a turisztikai irodalom művelője.
Az kolozsvári egyetem kiadásában jelent meg Tételjogi gyakorlatok román nyelven című jegyzete (Kolozsvár, 1948). Kéziratban maradt Beszélő kövek című munkája, melyben történeteket és mendemondákat mutat be Kolozs tartomány kirándulóhelyeiről.